# گیره (ابزار)
گیره شامل دامنهٔ وسیعی از ابزارها می‌شود که در صنعت، پزشکی کاربردهای بسیاری دارند و کار اصلی آنها نگه‌داشتن یک جسم در یک وضعیت خاص است.
گیره پوره و پورا بسیار کاربردی
به انگلیسی engineer’s vise یک ابزار محکم نگهداشتن قطعه کار به منظور انجام کارهایی مانند سوهان زدن ، سوراخ کردن و بریدن با اره ، پرس قطعه و شبیه به اینهاست. گیره مکانیکی، بر اساس یک مکانیزم پیچ و مهره در ابعاد بزرگ و یا ریل دنده کار میکند. گیره مکانیکی دارای ۲ فک است. یک فک ثابت و یک فک قابل تنظیم که روی ریل و یا ریل دنده توسط نیروی دستگیره و پیچ قادر به حرکت است. قطعه کار بین ۲ فک قرار گرفته و توسط جلو راندن فک قابل تنظیم، محکم میشود. گیره های مکانیکی دارای انواع و اندازه های مختلفی هستند. گیره های دستی روی میز کارگاه به صورت ثابت بسته نمیشوند. اما گیرههای میزی با پیچ روی میز بسته شده و جای ثابتی دارند. گیره های میزی و گیره های ماشین ابزار معمولاً از چدن ساخته میشوند. غالباً برای آنکه اثر فکها روی قطعه کار باقی نماند؛ فکها را پوشش آلومینیم میدهند. گیره مکانیکی از مهمترین ابزار هر کارگاه نجاری و آهنگری و تقریباً همه کارگاه‌های صنعتی است.

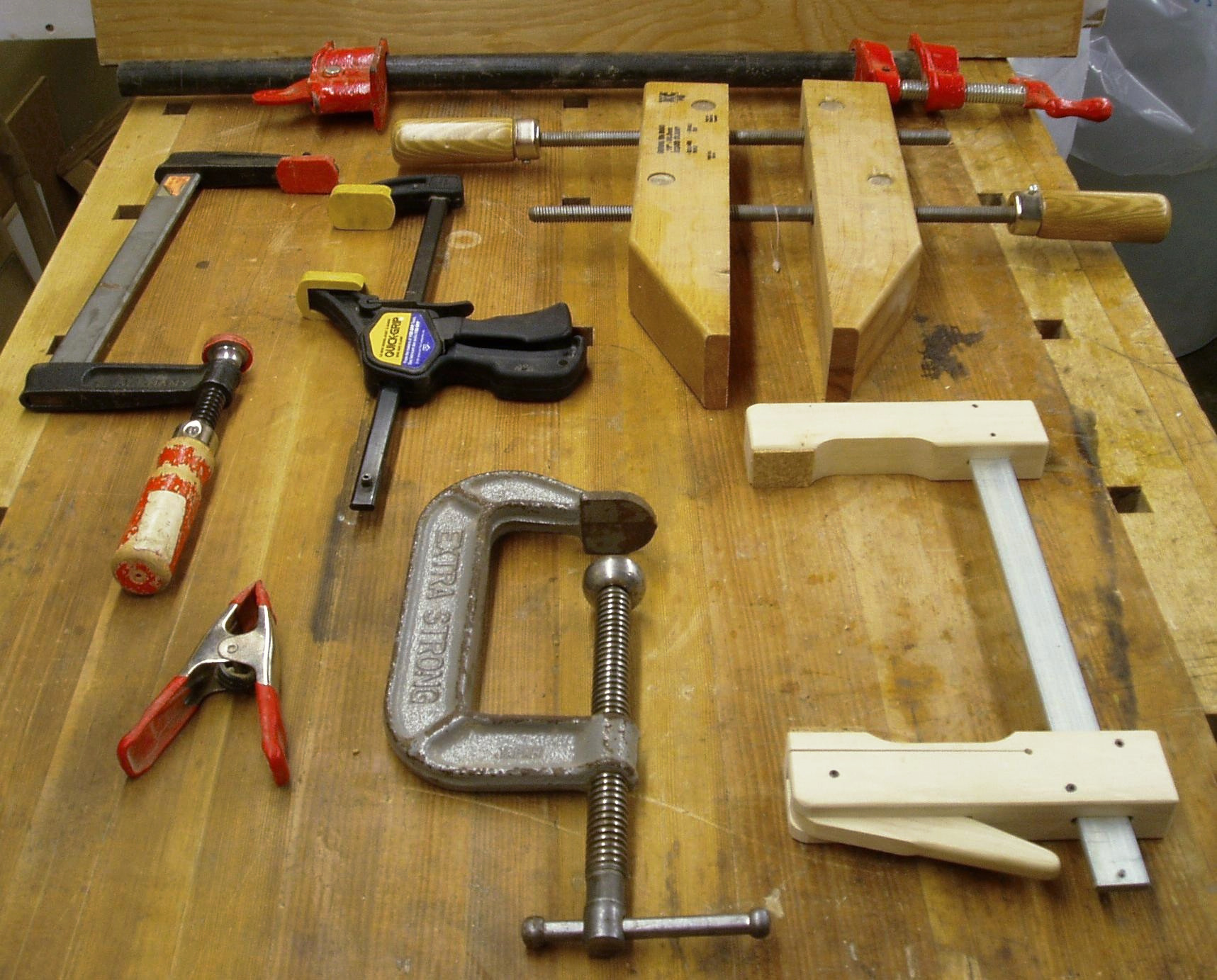
انواع گیره‌ها

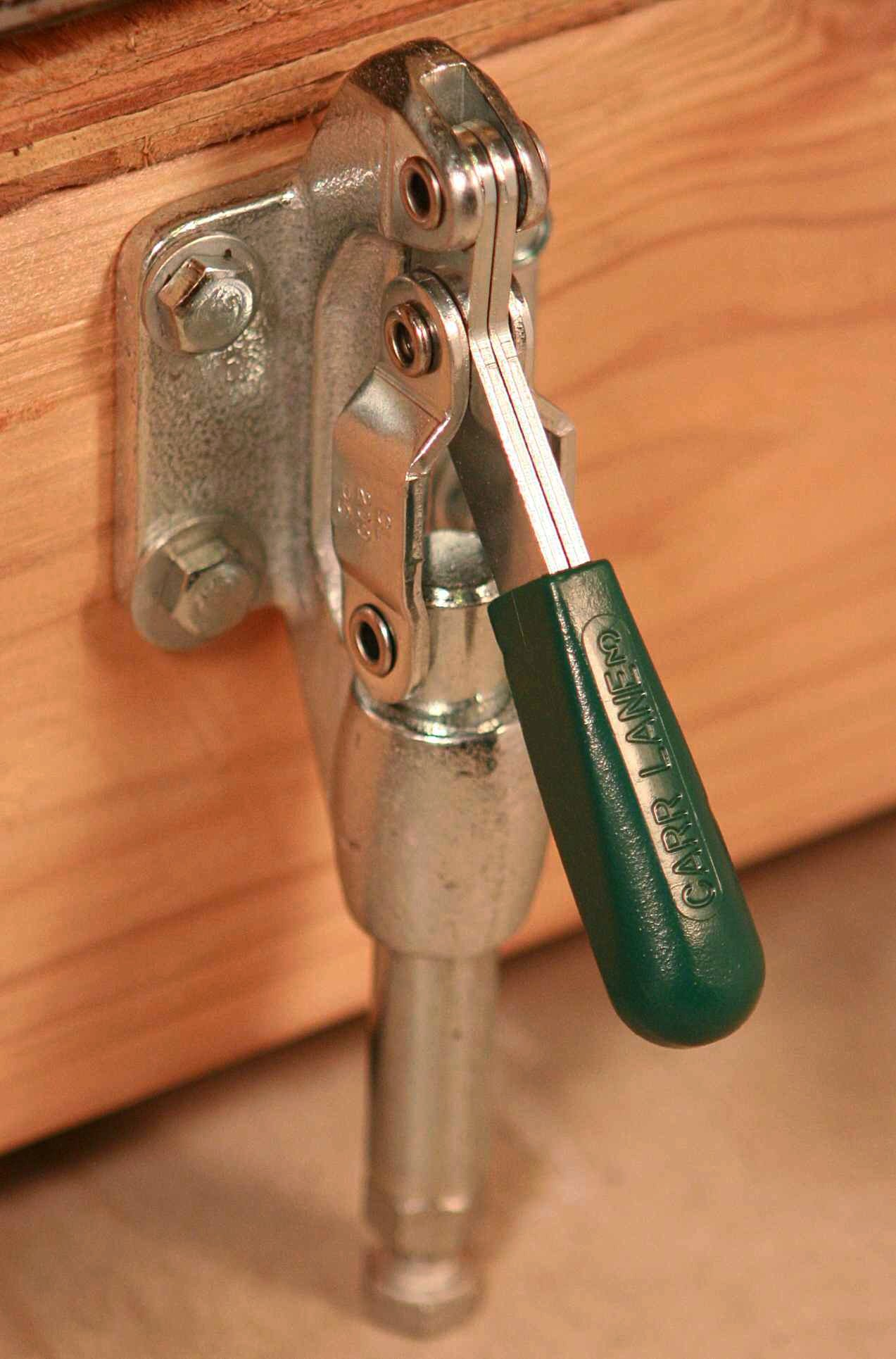
گیرهٔ کشنده-فشاردهنده که در ماشین‌های صنعتی کاربرد دارد.

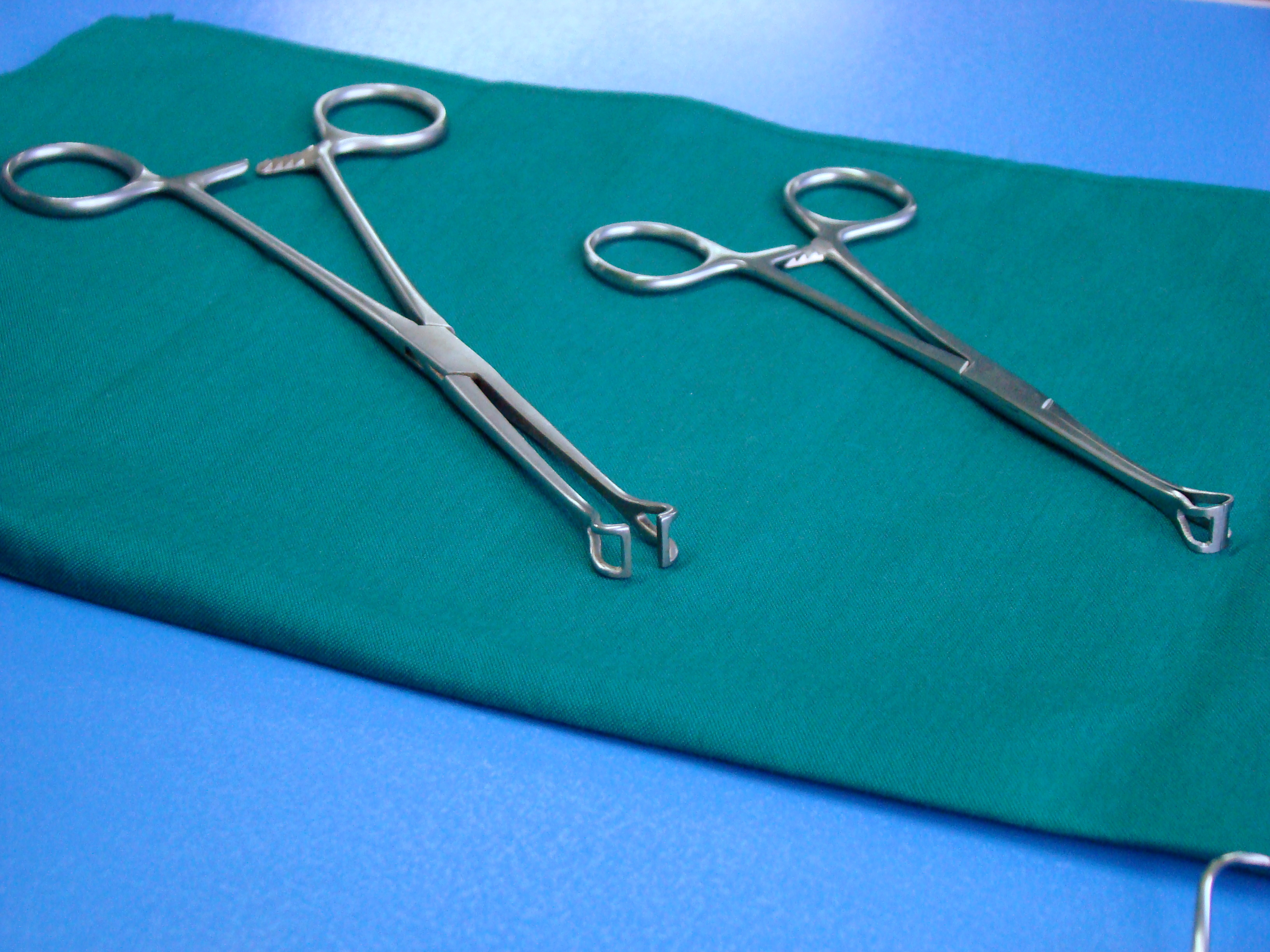
گیرهٔ جراحی